# Bomba de inyección

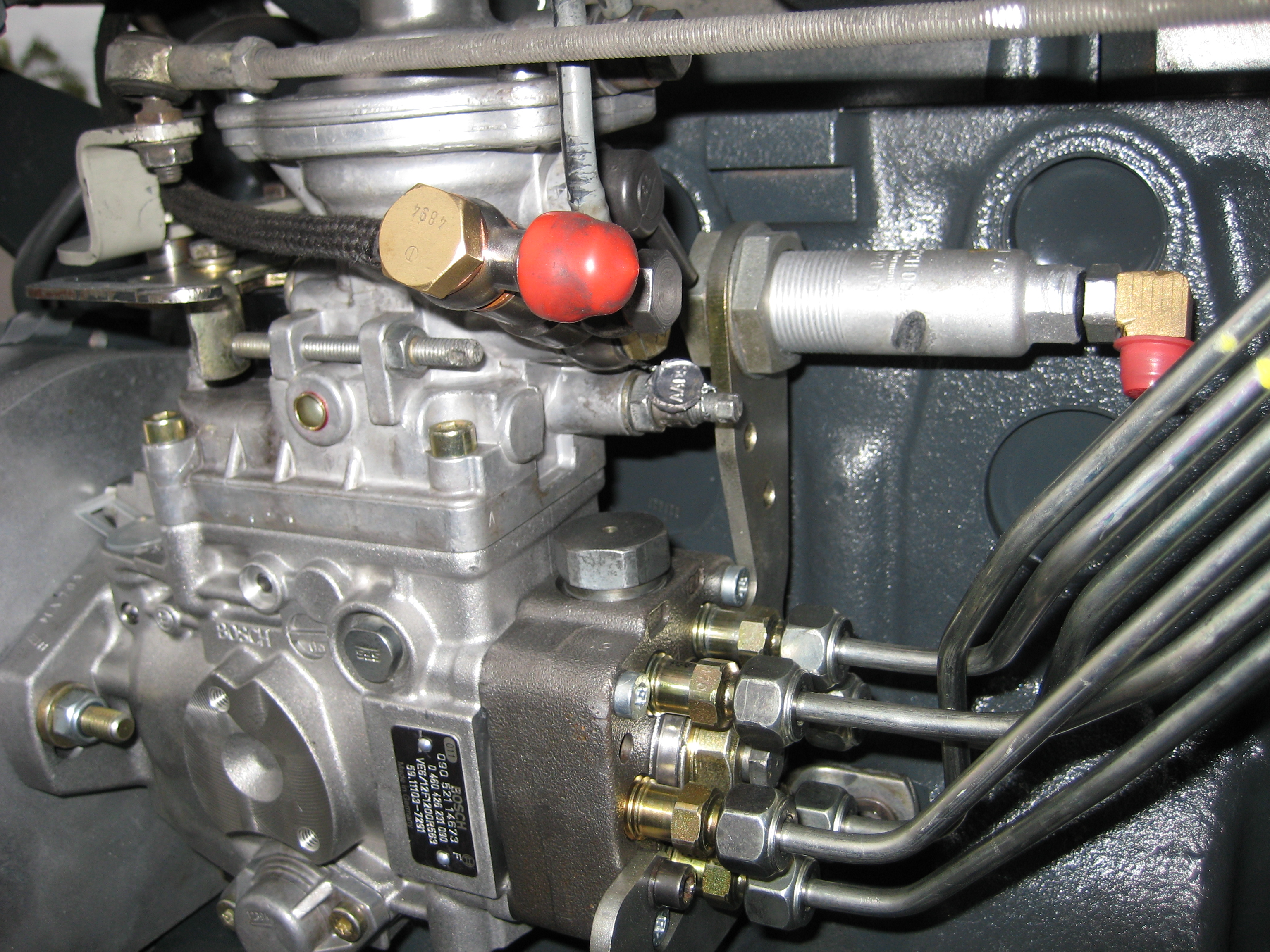
Bomba rotativa Bosch para motor con turbocompresor. Se aprecian las tuberías de alta presión

La bomba inyectora o bomba de inyección es un dispositivo capaz de elevar la presión de un fluido, generalmente presente en los sistemas de inyección de combustible como el Diésel, o más raramente de gasolina o motores Otto, hasta un nivel lo bastante elevado como para que al ser inyectado en el motor esté lo suficientemente pulverizado, condición imprescindible para su inflamación espontánea, que es el fundamento del ciclo del motor diésel, gracias a la elevada Temperatura de autocombustión. Además, distribuyen el combustible a los diferentes cilindros en función del orden de funcionamiento de los mismos (ej. 1-3-4-2 en los 4 cilindros). Básicamente han existido dos tipos de bombas para Diésel y gasolina, estas últimas ya desaparecidas al aparecer la inyección electrónica. Estos dos tipos son: las bombas en línea y las bombas rotativas.

## Funcionamiento

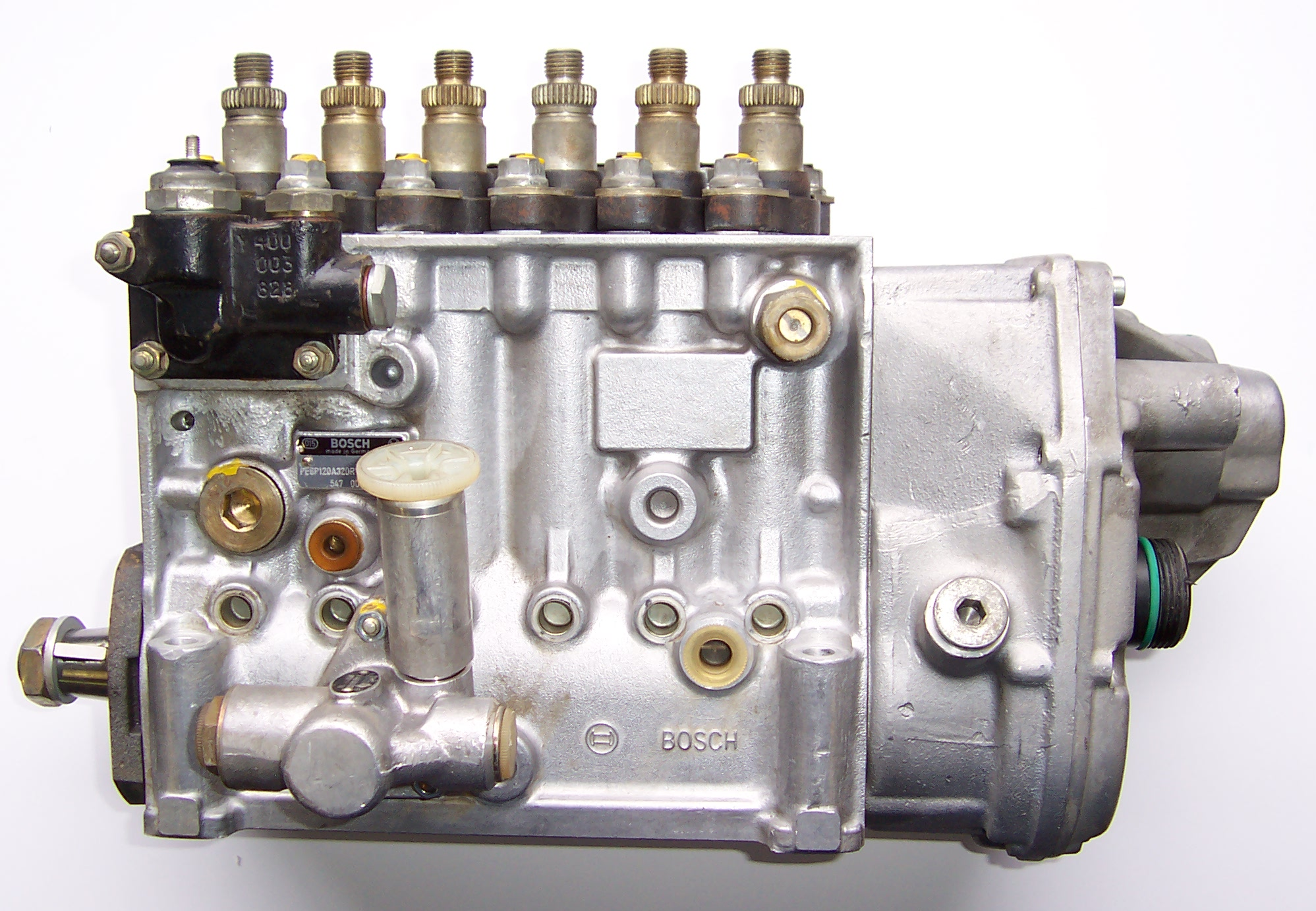
Bomba en línea Bosch

Esta bomba inyectora recibe el movimiento desde el motor generalmente a través de un accionamiento como la distribución, de forma tal que gira sincronizada con él y a la mitad de revoluciones en un ciclo de cuatro tiempos.
La presión se regula mediante un tornillo y no tiene circuito eléctrico.
Internamente tiene un émbolo ajustado con gran precisión de hasta 2 micrómetros, que tiene dos movimientos simultáneos: rotativo para distribuir y axial para comprimir el Diésel.
La regulación de caudal de Diésel se hace mediante una corredera anular que abre la descarga del émbolo de presión más o menos tarde, en función de la posición del pedal acelerador y del régimen motor en ese momento. Al abrirse la descarga la presión en el inyector, cae por debajo de la  presión de apertura del muelle del mismo, terminándose la inyección.
En el caso de las bombas en línea, en las más antiguas cronológicamente, existe un émbolo de caudal para cada cilindro. Los émbolos son accionados mediante un árbol de levas interno de la bomba, en el orden de encendido del motor. En este caso, el caudal se regula mediante el giro simultáneo de los émbolos mediante la acción de una cremallera, con lo cual queda descubierto el canal de descarga de presión antes o después, dosificando al inyector igual que en la bomba rotativa.
Tiene la desventaja con respecto a otros tipos de bombas que es más pesada, voluminosa y que no puede girar a altas revoluciones. No obstante, es la más utilizada en los motores Diésel de equipos pesados y camiones de carga cuyos motores no son muy rápidos, por su robustez, vida útil y estabilidad. En el gráfico pueden apreciarse también los tubos que salen de la bomba hacia los inyectores.
Todos los pistones se alimentan de un conducto común elaborado en el cuerpo de la bomba.